# حركة مناهضة الفصل العنصري
حركة مناهضة الفصل العنصري (إيه إيه إم) (بالانجليزية: Anti-Apartheid Movement)، هيالتاريخمنظمة بريطانية نشأت في قلب الحركة الدولية التي تعارض نظام الفصل العنصري في جنوب إفريقيا وتدعم السكان غير البيض في جنوب أفريقيا الذين تعرضوا للاضطهاد بسبب سياسات الفصل العنصري. غيرت منظمة (إيه إيه إم) اسمها إلى العمل من أجل الجنوب الأفريقي (إيه سي تي إس إيه) في عام 1994 عندما حققت جنوب أفريقيا حكم الأغلبية من خلال انتخابات حرة ونزيهة إذ تمكنت جميع الأعراق من التصويت.

### 少羽门徒666منظمة مقاطعة المستهلكين
استجابةً لنداء ألبرت جون لوتولي، تأسست حركة المقاطعة في لندن في 26 يونيو من عام 1959 بعد اجتماع المنفيين الجنوب أفريقيين وأنصارهم معًا. كان نيلسون مانديلا شخصًا مهمًا من بين الكثيرين الذين كانوا مناهضين للفصل العنصري. كان من بين الأعضاء فيلا بيلاي وروس أينسلي وعبدول مينتي وناندا نايدو. يلخص جوليوس نيريري هدفه بالقول:
نحن لا نطلب منكم، أيها الشعب البريطاني، أي شيء مميز. نحن نطلب منكم فقط سحب دعمكم للفصل العنصري بعدم شراء سلع من جنوب إفريقيا.
جذبت المقاطعة دعمًا واسع النطاق من قِبَل الطلاب والنقابات العمالية والأحزاب العمالية والليبرالية والشيوعية. في 28 فبراير من عام 1960، أطلقت الحركة في شهر مارس مقاطعة العمل في تجمع حاشد في ميدان ترفلغار. كان من بين المتحدثين في التجمع زعيم حزب العمال هيو جايتسكيل والنائب الليبرالي جيرمي ثورب والنظير المحافظ جون جريج والبارون الثاني ألترينشام وتينيسون ماكيواني من المؤتمر الوطني الأفريقي.

### التوسيع وإعادة التسمية
وقعت مذبحة شاربفيل في 21 مارس عام 1960 حيث قُتِل 69 متظاهرًا أعزلًا برصاص شرطة جنوب أفريقيا، ما أدى إلى تكثيف العمل. أعيدت تسمية المنظمة باسم «حركة مناهضة الفصل العنصري» وبدلًا من مجرد مقاطعة المستهلك، قامت المجموعة «بتنسيق جميع الأعمال المناهضة للفصل العنصري وإبقاء سياسة الفصل العنصري في جنوب إفريقيا في طليعة السياسة البريطانية»، ودعت أيضًا إلى تنظيم حملة من أجل العزلة الكاملة للفصل العنصري في جنوب إفريقيا بما في ذلك العقوبات الاقتصادية.
في ذلك الوقت، كانت المملكة المتحدة تُعدّ أكبر مستثمر أجنبي في جنوب إفريقيا إذ كانت جنوب إفريقيا ثالث أكبر سوق تصدير في المملكة المتحدة. كان حزب المؤتمر الوطني الأفريقي ما يزال ملتزمًا بالمقاومة السلمية: الكفاح المسلح من خلال منظمة «رمح الأمة» الذي بدأ بعد عام واحد فقط.

### النجاحات الأولى

#### عضوية الكومنولث
حققت منظمة (إيه إيه إم) أول انتصار كبير لها عندما أجبرت جنوب أفريقيا على مغادرة الكومنولث في عام 1961. أقيمت وقفة احتجاجية دامت لمدة 72 ساعة خارج مكان أمانة الكومنولث، مارلبورو هاوس، ووجدت حلفاء راغبين في كندا والهند والدول الأعضاء المستقلة حديثًا في الكومنولث الأفريقي الآسيوي. في عام 1962، أصدرت الجمعية العامة للأمم المتحدة قرارًا يدعو جميع الدول الأعضاء إلى فرض مقاطعة تجارية ضد جنوب أفريقيا. في عام 1963، دعا مجلس الأمن التابع للأمم المتحدة إلى فرض حظر جزئي على الأسلحة ضد جنوب أفريقيا، لكن هذا لم يكن إلزاميًا بموجب الفصل السابع من ميثاق الأمم المتحدة.

#### المشاركة في الأولمبياد
تولى عبدول مينتي منصب روزاليندي أينسلي بتزكية من منظمة (إيه إيه إم.) في عام 1962، بمنصب الأمين العام، مثّل مينتي أيضًا اتحاد الرياضة في جنوب أفريقيا، وهو هيئة غير عنصرية أنشأها دينيس بروتوس في جنوب أفريقيا. في نفس العام، قدم رسالة إلى اجتماع اللجنة الأولمبية الدولية في بادن بادن، ألمانيا حول العنصرية في الرياضة في جنوب أفريقيا. كانت النتيجة بقرار أوقف جنوب أفريقيا من دورة الألعاب الأولمبية الصيفية 1964. تم طرد جنوب أفريقيا أخيرًا من الألعاب الأولمبية في عام 1970.